# Acrocercops transecta
Acrocercops transecta là một loài bướm đêm thuộc họ Gracillariidae. Loài này có ở Nhật Bản (Hokkaidō, Honshū, Kyūshū, Shikoku, Tusima), Hàn Quốc, vùng Viễn Đông Nga và Đài Loan.
Sải cánh dài 7.4-9.6 mm.
Ấu trùng ăn Lyonia ovalifolia, Carya aquatica, Carya myrticiformis, Carya ovata, Juglans ailanthifolia, Juglans cinerea, Juglans cordiformis, Juglans hindsii, Juglans illinoensis, Juglans mandschurica, Juglans nigra, Juglans regia, Juglans sieboldiana, Platycarya strobilacea và Pterocarya rhoifolia. Chúng ăn lá nơi chúng làm tổ.